# Нуштар
Нуштар је насељено место и седиште општине у Вуковарско-сремској жупанији, Република Хрватска.

## Географија
Налази се између градова Винковци и Вуковар.

## Историја
Насеље је у вријеме СФРЈ било у саставу некадашње општине Винковци.

## Становништво
На попису становништва 2011. године, општина Нуштар је имала 5.793 становника, од чега у самом Нуштру 3.665.
| Демографија | Демографија | Демографија |
| Година      | Становника  | Становника  |
| ----------- | ----------- | ----------- |
| 1991.       | 3.755       |             |
| 2001.       | 3.606       |             |
| 2011.       |             | 3.665       |

## Попис 1991.
На попису становништва 1991. године, насељено место Нуштар је имало 4.080 становника, следећег националног састава:
| Попис 1991.‍   | Попис 1991.‍  | Попис 1991.‍ | Попис 1991.‍ | Попис 1991.‍ |
| ------------- | ------------ | ----------- | ----------- | ----------- |
|               |              |             |             |             |
| Хрвати        | Хрвати       |             | 3.892       | 95,39%      |
| Срби          | Срби         |             | 84          | 2,05%       |
| Југословени   | Југословени  |             | 26          | 0,63%       |
| Мађари        | Мађари       |             | 11          | 0,26%       |
| Муслимани     | Муслимани    |             | 8           | 0,19%       |
| Немци         | Немци        |             | 5           | 0,12%       |
| Албанци       | Албанци      |             | 3           | 0,07%       |
| Русини        | Русини       |             | 1           | 0,02%       |
| Словаци       | Словаци      |             | 1           | 0,02%       |
| Словенци      | Словенци     |             | 1           | 0,02%       |
| Црногорци     | Црногорци    |             | 1           | 0,02%       |
| остали        | остали       |             | 2           | 0,04%       |
| неопредељени  | неопредељени |             | 30          | 0,73%       |
| регион. опр.  | регион. опр. |             | 1           | 0,02%       |
| непознато     | непознато    |             | 14          | 0,34%       |
| укупно: 4.080 |              |             |             |             |